# Ponto dos Volantes
Ponto dos Volantes är en kommun i Brasilien.   Den ligger i delstaten Minas Gerais, i den sydöstra delen av landet, 700 km öster om huvudstaden Brasília. Antalet invånare är 11 345.
I omgivningarna runt Ponto dos Volantes växer huvudsakligen savannskog. Runt Ponto dos Volantes är det glesbefolkat, med 9 invånare per kvadratkilometer.